# Handball-Oberliga Rheinland-Pfalz/Saar 2002/03
Die Handball-Oberliga Rheinland-Pfalz/Saar 2002/03 war die erste Spielzeit der neu gegründeten Handballliga, die unter dem Dach der Handballverbände Rheinhessen (HVR), Pfalz (PfHV) und Saar (HVS)  organisiert wurde. Sie ist die höchste Spielklasse des Verbundes und war unterhalb der Regionalliga Süd als vierthöchste Spielklasse im deutschen Ligensystem eingestuft.

## Saisonverlauf
Erster Meister der Oberliga Rheinland-Pfalz/Saar und Aufsteiger in die Regionalliga Süd wurden die DJK SF Budenheim. Vizemeister war die TSG Friesenheim II und zu den ersten Absteigern der Liga gehörten der SV 64 Zweibrücken, MSG Oggersheim/Ludwigshafen, TV Ottersheim 1892, SSV Homburg-Erbach und TuS Neunkirchen.

## Modus
Sechzehn Mannschaften spielten eine Hin- und Rückrunde. Nach Abschluss der daraus resultierenden Spieltage ist der Meister in die Regionalliga Süd aufgestiegen. Die fünf letzten Mannschaften mussten in die Verbandsligen absteigen.

## Teilnehmer
Neben den Mannschaften, die sich über die Rheinhessen-Pfalz/Saar-Handballverbände qualifizierten, kam noch ein Absteiger (A) aus der Regionalliga Süd hinzu.

## Abschlussplatzierungen
  1. DJK SF Budenheim (A)
- 2. TSG Friesenheim II
- 3. MSG HF Illtal
- 4. MSG HF Untere Saar
- 5. TuS 04 Dansenberg
- 6. TV 03 Wörth
- 7. HSG Eckbachtal
- 8. HSG Rhein-Nahe Bingen
- 9. SG Saulheim

 10 SV 64 Zweibrücken

 11 MSG Oggersheim/Ludwigshafen

 12 TV Ottersheim 1892

 13 SSV Homburg-Erbach

 14 TuS Neunkirchen

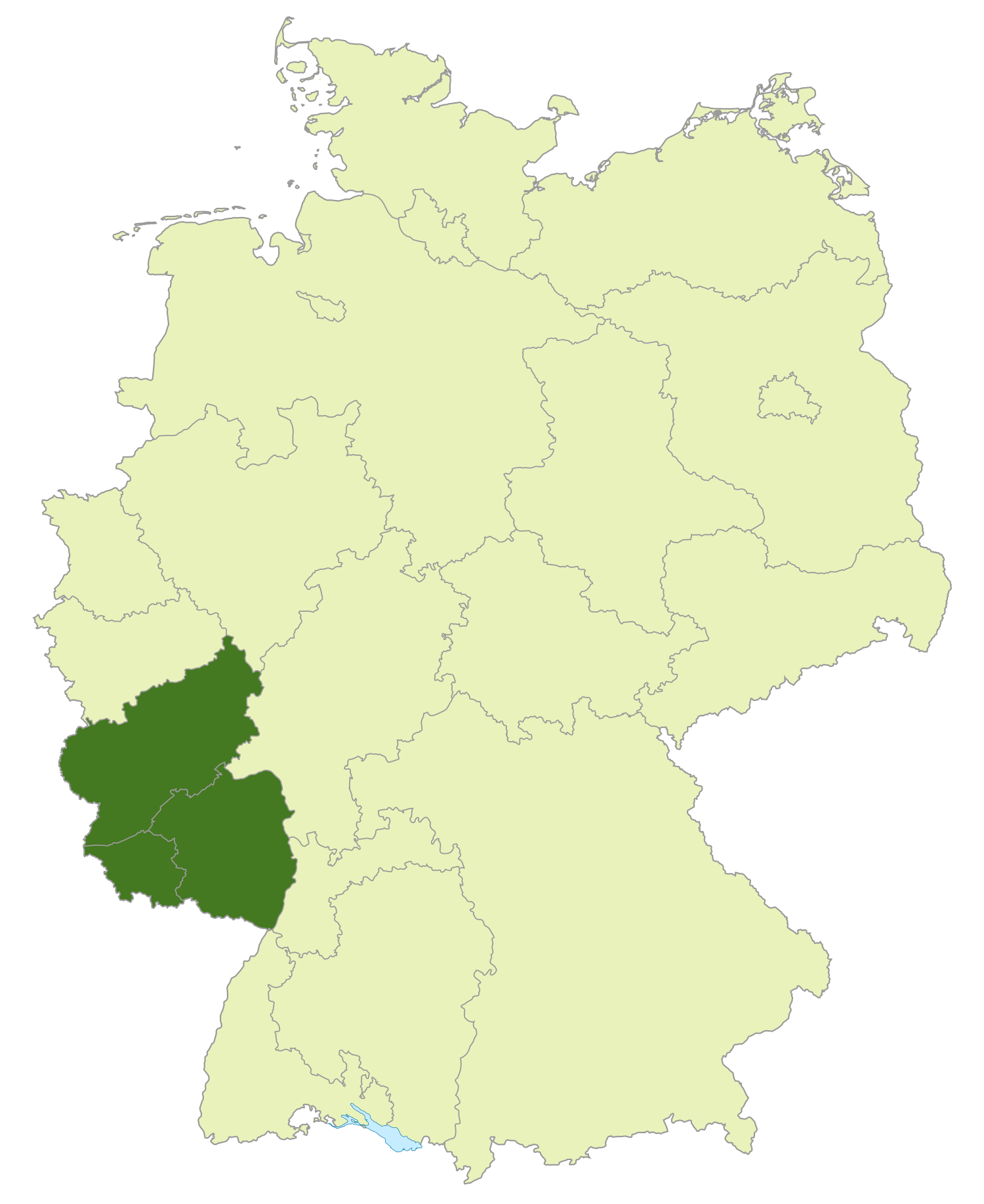
Bereich der Handball-Oberliga
Rheinland-Pfalz / Saarland

(A) = Absteiger aus der Regionalliga Süd (N) = neu in der Liga (R) = Rückzug
 Meister und Aufsteiger zur Regionalliga Süd 2003/04
- Für die Oberliga 2003/04 qualifiziert

 Absteiger